# Хронический эндометрит
Хронический эндометрит — стойкое, слабовыраженное, длительное воспаление слизистой оболочки эндометрия, характеризующееся инфильтрацией плазматических клеток в эндометриальную строму. Считается, что это иммунологическое изменение является следствием бактериальной инфекции. В настоящее время не существует стандартизированного или общепринятого определения хронического эндометрита, но наличие многочисленных эндометриальных стромальных плазматических клеток (ESPC) является наиболее чувствительным и специфичным признаком для диагностики и определения этого заболевания.

## Эпидемиология
Распространенность хронического эндометрита часто недооценивается, поскольку это состояние трудно диагностировать. Согласно литературным данным, распространенность хронического эндометрита колеблется от 0,2% до 46% в зависимости от профиля пациента и метода биопсии. Установлено, что распространенность хронического эндометрита составляет 2,8–56,8% у бесплодных женщин, 14–67,5% у женщин с повторной неудачей имплантации и 9,3–67,6% у женщин с рецидивирующей потерей беременности.

## Этиология
Основной причиной хронического эндометрита является микробная инфекция в полости матки. Инфекционным агентом могут выступать условно-патогенные микроорганизмы влагалища, такие как Streptococcus spp., Escherichia coli, Enterococcus faecalis, Klebsiella pneumoniae, Staphylococcus spp., Gardnerella vaginalis, Proteus, Corynebacterium и Mycoplasma spp, Ureaplasma urealyticum, дрожжи (Saccharomyces и Candida spp). В некоторых развивающихся странах Mycobacterium tuberculosis является микроорганизмом, вызывающим хронический гранулематозный эндометрит, подтип хронического эндометрита, характеризующийся слабо развитой казеозной гранулемой и окружающими лимфоцитарными инфильтратами. Chlamydia trachomatis и Neisseria gonorrhoeae, основные патогены, связанные с острым эндометритом, редко встречаются при хроническом эндометрите.

## Патогенез
В физиологических условиях эндометрий инфильтрирован широким спектром иммунокомпетентных клеток, включая макрофагов, NK-клетки и субпопуляции Т-лимфоцитов. Плотность и состав этих иммунокомпетентных клеток циклически изменяются в течение менструального цикла. Считается, что такие временные колебания в субпопуляциях иммунных клеток играют огромную роль в процессе имплантации эмбриона. В результате персистирующего повреждения эндометрия инфекционным агентом имеет место постоянный хронический воспалительный процесс, который приводит к структурным и иммунологическим изменениям слизистой оболочки матки, нарушающим циклическую трансформацию и рецептивность. Пролиферация плазматических клеток в эндометриальной строме является характерной особенностью хронического эндометрита.

## Клиническая картина
Клинические симптомы хронического эндометрита слабо выражены или отсутствуют. Могут наблюдаться такие симптомы, как гипо- или гиперполименорея, дискомфорт в области малого таза, атипичные мажущие кровянистые выделения, выделения с неприятным запахом, болевой синдром. Пациентка также может обратиться к врачу в связи с бесплодием, неудачными попытками экстракорпорального оплодотворения или невынашиванием беременности.

## Влияние эндометрита на репродуктивную функцию
Хронический эндометрит часто является клинически бессимптомным заболеванием с негативным влиянием на репродуктивную функцию, поэтому это состояние нельзя игнорировать при поисках причины бесплодия. Многочисленные исследования показали, что хороший баланс всех компонентов иммунной системы является основой для успешной беременности. Причины бесплодия, вызванного хроническим эндометритом, включают: снижение восприимчивости эндометрия из-за прямого воздействия микробов; наличие подтипов лимфоцитов в эндометрии, приводящее к аномальной микросреде, которая препятствует восприимчивости эндометрия; локальный иммунный ответ; аномальную среду в эндометрии для привлечения циркулирующих В-клеток; повышенный уровень воспалительных маркеров в эндометрии. Поэтому хронический эндометрит является важной причиной рецидивирующей репродуктивной неудачи (включая рецидивирующий выкидыш и рецидивирующую неудачу имплантации).

## Диагностика
Диагностика хронического эндометрита часто затруднена из-за отсутствия специфического клинического или лабораторного метода диагностики. Для диагностики хронического эндометрита обычно используются следующие варианты исследования: диагностическая гистероскопия, гистопатологическое исследование эндометрия, включая иммуногистохимию и посев из полости матки.
Одним из основных иммунологических отклонений при хроническом эндометрите является увеличение количества плазматических клеток, синтезирующих антитела и являющихся конечной точкой развития В-лимфоцитов. Маркером плазматических клеток является синдекан-1 — трансмембранный гепаринсульфатный протеогликан, обозначаемый по международной номенклатуре кодом CD138. Самым надёжным методом диагностики хронического эндометрита является иммуногистохимия на CD138, которая не только специфична, но и экономит время.
Гистероскопические находки, наблюдаемые при хроническом эндометрите, представляют собой сочетание эндометриального микрополипоза, стромального отека и очаговой гиперемии («клубничные пятна»). Гистопатология хронического эндометрита характеризуется поверхностным отеком эндометриальной выстилки, аномально повышенной плотностью стромальных клеток, асинхронным созреванием стромы и эпителия, инфильтрацией эндометрия плазматическими клетками (эндометриальные стромальные плазматические клетки/ESPC), наличием плазматических клеток с характерно высоким ядерно-цитоплазматическим соотношением, перестройкой гетерохроматина в ядре, классически называемой рисунком «спицевое колесо», и базофильной цитоплазмой.
Бактериологическое исследование является одним из важнейших инструментов диагностики хронического эндометрита. Этот метод позволяет идентифицировать возбудителей и назначить целенаправленную терапию.

## Лечение
Лечение хронического эндометрита основано на приёме пероральных антибиотиков. Определённой схемы антибиотикотерапии для хронического эндометрита не существует. В зависимости от определённого вида возбудителя назначаются различные антибиотики и дозировки. Восприимчивость и иммунологическое состояние эндометрия имеет тенденцию улучшаться после антибактериальной терапии.